# John Sheahan
John Sheahan (Dublino, 19 maggio 1939) è un musicista e polistrumentista irlandese, suonatore di violino, tin whistle, mandolino e concertina, cofondatore del gruppo musicale The Dubliners, ultimo membro ancora in vita della formazione originale del gruppo.

## Biografia
John Sheahan è nato a Dublino il 19 maggio 1939. Ha frequentato la scuola locale a Dublino, portando a termine i suoi primi studi musicali incentrati sul flauto. Condivide questa prima esperienza formativa con Paddy Moloney, in seguito fondatore dei The Chieftains, e Leon e Liam Rowsome, figli del musicista Leo Rowsome. Continua la sua formazione presso la scuola municipale di musica di Dublino, dove studia violino classico per più di cinque anni.